# 윤은혜
윤은혜(한국 한자: 尹恩惠, 1984년 10월 3일 ~ )는 대한민국의 가수, 배우이다. 걸그룹 베이비복스의 멤버이다.

## 학력
- 서울신용산초등학교 (졸업)
- 용강중학교 (졸업)
- 압구정고등학교 (졸업)
- 경희사이버대학교 관광레저경영학과 (졸업)
- 중앙대학교 첨단영상대학원 영상학과 (졸업)

## 경력

### 가수 및 가수로서의 예능 활동
1999년에 베이비복스의 멤버 중 막내로 가수 활동을 시작하였다. 당시 오락 프로그램 등에 출연하면서 '소녀장사' 등의 이미지로 관심을 받았다. 2008년에는 마이티 마우스의 곡 '사랑해'에 피처링으로 참여하였다.

### 배우
2006년에 베이비복스가 해체되면서 배우로 전향하였다. 영화 《카리스마 탈출기》 등에 출연하기도 했으며, 연기자로서 주목을 받게 된 건 MBC 수목 미니시리즈 《궁》에 여주인공으로 발탁됐을때부터이다. 해당 작품 이후에도 활발한 활동을 하고 있다. 2007년에는 《커피프린스 1호점》이 인기를 끌었다. 2009년에는 KBS 2TV 수목 드라마 《아가씨를 부탁해》에서 주연을 맡았다.

## 트리비아
KBO 리그 kt 위즈의 투수 우규민과는 서울잠전초등학교 동창으로 우규민이 2학기 때 야구부로 유명한 서울 성동초등학교로 전학을 가며 연락이 끊겼다고 전했고 스포츠 신문의 꼭지에서 윤은혜에게 보내는 편지를 썼으나 답장을 못 받았다.

## 출연작 및 진행

### 드라마
- 2006년 MBC 수목 미니시리즈 《궁》 - 신채경 역
- 2006년 KBS 월화 미니시리즈 《포도밭 그 사나이》 - 이지현 역
- 2007년 MBC 월화 미니시리즈 《커피프린스 1호점》 - 고은찬 역
- 2009년 KBS 수목드라마 《아가씨를 부탁해》 - 강혜나 역
- 2010년 MBC 수목드라마 《개인의 취향》 - 윤은수 역 (카메오 출연)
- 2011년 SBS 월화드라마 《내게 거짓말을 해봐》 - 공아정 역
- 2012년 MBC 수목 미니시리즈 《보고싶다》 - 이수연 역
- 2013년 KBS2 월화드라마 《미래의 선택》 - 나미래 역
- 2018년 MBN 수목드라마 《설렘주의보》 - 윤유정 역
- 2019년 CGNTV 본격 러브액션드라마 《고고송》 - 공선화 역

### 영화
- 2006년 《카리스마 탈출기》 - 한민주 역 (조연)
- 2011년 《마이 블랙 미니드레스》 - 이유민 역 (주연)
- 2015년 《허삼관》 - 임분방 역 (우정출연)
- 2016년 《사랑후애》 - 은홍 역 (주연)

### 시사 교양
- 제24회 MBC 창작동요제 MC
- KBS 2012 희망로드 대장정 마다가스카르 편
- 2022년 TV조선 식객 허영만의 백반기행 - 게스트 (136회)

### 예능
- 2003년 KBS2 《TV는 사랑을 싣고》
- 2004년 MBC 《행복주식회사》
- 2004 ~ 2005년 SBS 《X맨》(17기)
- 2015년 중국 예능 《여신의 패션 2》
- 2017년 《대화가 필요한 개냥》
- 2020년 MBC 《황금어장 라디오스타》
- 2020년 tvN 《신박한 정리》 - 게스트 출연
- 2020년 KBS2 《신상출시 편스토랑》 - 게스트
- 2020년 SBS 《정글의 법칙》 - 게스트
- 2020년 KBS2 《슈퍼맨이 돌아왔다》 - 게스트
- 2021년 MBC 《전지적 참견 시점》 - 139회 게스트
- 2021년 JTBC 《아는형님》 - 게스트
- 2021년 JTBC 《쿡킹: 요리왕의 탄생》
- 2022년 TV조선 《식객 허영만의 백반기행》
- 2022년 채널A 《엄마의 여행 고두심이 좋아서》
- 2022년 MBC 《황금어장 라디오스타》 - 766회 게스트
- 2022년 MBC 《놀면 뭐하니?》
- 2022년 tvN 《인생에 한 번쯤, 킬리만자로》 - 고정 출연
- 2025년  MBC 《전지적 참견 시점》-   게스트
- 2025년 tvN 《놀라운 토요일》 -게스트
- 2025년 KBS2 《불후의 명곡》 - 아티스트

### CF
- 2005년 LG텔레콤, 트로쉬
- 2005년 ~ 2007년 DHC 코리아
- 2006년 삼성그룹 기업광고, 코카콜라 하루녹차, 도미노피자, 프로스펙스, 오픈마켓 엠플
- 2006년 ~ 2007년 신원 비키
- 2007년 필립스 샤티넬
- 2007년 ~ 2008년 삼일제약 EYE2O, 리바이스, 동서식품 맥심 라떼디토, KT 메가 TV, KT 메가패스
- 2008년 삼성증권 CMA+
- 2008년 ~ 2009년 삼성전자 지펠, 비비안, 아모레퍼시픽 려 자연윤모, 아모레퍼시픽 V=B 프로그램
- 2008년 ~ 2010년 베이직하우스, 인디에프 조이너스
- 2010년 오비맥주 카스, 피죤 액츠 파워젤, 까르띠에
- 2010년 ~ 2011년 LG생활건강 비욘드
- 2011년 중국 휴대폰 진리
- 2011년 중국화장품 아티스트리
- 2013년 맥(MAC), 사만사 타바사

## 수상
| 연도   | 수상 내역 |
| ------ | --- |
| 2006년 | - 《MBC 연기대상》 여자 신인연기상 (궁) - 《KBS 연기대상》여자 신인연기상 (포도밭 그 사나이) - 《KBS 연기대상》 베스트 커플상 (포도밭 그 사나이) - 제19회 《그리메상》 최우수 여자연기상 (포도밭 그 사나이) |
| 2007년 | - 《모바일 연예대상》 드라마부문 여자연기상 (커피프린스 1호점) - 《MBC 연기대상》 여자 최우수연기상 (커피프린스 1호점)                                                                                      |
| 2008년 | - 제44회 《백상예술대상》 TV부문 여자 최우수연기상 (커피프린스 1호점) |
| 2009년 | - 제7회 한국국제보석시계전시회 베스트 주얼리 레이디상 - 《KBS 연기대상》 여자 인기상 (아가씨를 부탁해) - 《KBS 연기대상》 베스트 커플상 (아가씨를 부탁해)                                                   |
| 2012년 | - 《MBC 연기대상》 올해의 한류스타상 (보고싶다) - 《MBC 연기대상》 여자 인기상 (보고싶다) |
| 2013년 | - 제1회 《드라마피버 어워즈》 여우주연상 (보고싶다) - 일본 한류 10주년 드라마대상 여배우부문 최우수상 |
| 2016년 | - 화정 어워즈 글로벌 최고 드라마 배우상 |